# 변정현 (배우)
변정현(1982년 1월 17일 ~ )은 대한민국의 배우이다.

## 출연 작품

### 영화
- 《씬》 (2024년) - 기완 (윤회장 비서) 역
- 《양자물리학》 (2019년) - 문실장 사내들 역
- 《리벤져》 (2018년) - 쯔엉 역
- 《프리즌》 (2017년) - 홍표패거리 역
- 《쓰리 썸머 나잇》 (2015년) - 슬기 바람남 역
- 《줌 피시 월드》 (2013년) - 포커사이트남 역
- 《용의자》 (2013년) - HA 역
- 《미스터 고》 (2013년) - 김택균 역
- 《감시자들》 (2013년) - 사채 2 역
- 《베일》 (2012년) - 낯선연인 남 역
- 《내가 살인범이다》 (2012년) - 경호원 2 역
- 《5백만불의 사나이》 (2012년) - 조 사장 부하 1 역
- 《퍼펙트 게임》 (2011년) - 김성한 역
- 《투혼》 (2011년) - 롯데선수 (변정현) 역

### 드라마
- 《너의 목소리가 들려》 (2013년, SBS)
- 《더 이상은 못 참아》 (2013년, JTBC)
- 《인현왕후의 남자》 (2012년, tvN)
- 《나도, 꽃!》 (2011년, MBC)
- 《영광의 재인》 (2011년, KBS2)
- 《포세이돈》 (2011년, KBS2)
- 《더 뮤지컬》 (2011년, SBS)
- 《버디버디》 (2011년, tvN)
- 《고봉실 아줌마 구하기》 (2011년, TV조선)
- 《아테나: 전쟁의 여신》 (2010년, SBS)

### 뮤직비디오
- 한동근 - 이 소설의 끝을 다시 써보려 해 (2014년)
- 비스트 - 12시 30분 (2014년)